# Ngữ âm học
Ngữ âm học là một nhánh của ngôn ngữ học nghiên cứu âm thanh của tiếng nói con người, hoặc - như trường hợp thủ ngữ - những khía cạnh tương đương của kí hiệu thủ ngữ. Ngành này đề cập đến các thuộc tính vật lý giúp tạo ra các âm thanh tiếng nói hoặc kí hiệu thủ ngữ (âm tố): cách cấu âm theo sinh lý học, các thuộc tính âm thanh, cảm nhận thính giác, và trạng thái sinh lý thần kinh. Mặt khác, âm vị học chú trọng mô tả đặc tính trừu tượng, ngữ pháp của các hệ thống âm thanh hoặc dấu hiệu.
Trong lĩnh vực ngôn ngữ nói, ngữ âm học bao gồm ba lĩnh vực nghiên cứu cơ bản:
- Ngữ âm học cấu âm: nghiên cứu các cơ quan cấu âm và công dụng của chúng trong việc tạo ra âm thanh lời nói [2] từ người nói.
- Ngữ âm học thính âm: nghiên cứu về sự truyền tải vật lý của âm thanh lời nói từ người nói đến người nghe.
- Ngữ âm học thính giác: nghiên cứu về sự tiếp nhận và nhận thức âm thanh lời nói của người nghe.

## Hệ thống cấu âm
Âm thanh trong lời nói thường được tạo ra bởi sự biến đổi một luồng không khí đẩy ra từ phổi. Các cơ quan hô hấp dùng để tạo ra và thay đổi luồng không khí được chia thành ba khu vực: đường dẫn thanh (trên thanh quản), thanh quản và hệ thống dưới thanh môn. Luồng không khí có thể hướng đi ra (ra khỏi đường dẫn thanh) hoặc hướng đi vào (vào trong đường dẫn thanh). Với các âm phổi, luồng khí được tạo ra từ phổi trong hệ thống dưới thanh môn và đi qua thanh quản và đường dẫn thanh. Các âm hầu sử dụng một luồng khí được tạo ra bởi chuyển động của thanh quản mà không có luồng khí từ phổi. Âm bật lưỡi hoặc các âm lưỡi hút vào tạo ra luồng không khí bằng lưỡi.
| Bảng Unicode Ngữ âm mở rộng Official Unicode Consortium code chart: Phonetic Extensions Version 13.0 |   |   |   |   |   |   |   |   |   |   |   |   |   |   |   |   |
| U+1D0x                                                                                               | ᴀ | ᴁ | ᴂ | ᴃ | ᴄ | ᴅ | ᴆ | ᴇ | ᴈ | ᴉ | ᴊ | ᴋ | ᴌ | ᴍ | ᴎ | ᴏ |
| U+1D1x                                                                                               | ᴐ | ᴑ | ᴒ | ᴓ | ᴔ | ᴕ | ᴖ | ᴗ | ᴘ | ᴙ | ᴚ | ᴛ | ᴜ | ᴝ | ᴞ | ᴟ |
| U+1D2x                                                                                               | ᴠ | ᴡ | ᴢ | ᴣ | ᴤ | ᴥ | ᴦ | ᴧ | ᴨ | ᴩ | ᴪ | ᴫ | ᴬ | ᴭ | ᴮ | ᴯ |
| U+1D3x                                                                                               | ᴰ | ᴱ | ᴲ | ᴳ | ᴴ | ᴵ | ᴶ | ᴷ | ᴸ | ᴹ | ᴺ | ᴻ | ᴼ | ᴽ | ᴾ | ᴿ |
| U+1D4x                                                                                               | ᵀ | ᵁ | ᵂ | ᵃ | ᵄ | ᵅ | ᵆ | ᵇ | ᵈ | ᵉ | ᵊ | ᵋ | ᵌ | ᵍ | ᵎ | ᵏ |
| U+1D5x                                                                                               | ᵐ | ᵑ | ᵒ | ᵓ | ᵔ | ᵕ | ᵖ | ᵗ | ᵘ | ᵙ | ᵚ | ᵛ | ᵜ | ᵝ | ᵞ | ᵟ |
| U+1D6x                                                                                               | ᵠ | ᵡ | ᵢ | ᵣ | ᵤ | ᵥ | ᵦ | ᵧ | ᵨ | ᵩ | ᵪ | ᵫ | ᵬ | ᵭ | ᵮ | ᵯ |
| U+1D7x                                                                                               | ᵰ | ᵱ | ᵲ | ᵳ | ᵴ | ᵵ | ᵶ | ᵷ | ᵸ | ᵹ | ᵺ | ᵻ | ᵼ | ᵽ | ᵾ | ᵿ |
| Ngữ âm mở rộng bổ trợ (Official Unicode Consortium code chart: Phonetic Extensions Supplement)       |   |   |   |   |   |   |   |   |   |   |   |   |   |   |   |   |
| U+1D8x                                                                                               | ᶀ | ᶁ | ᶂ | ᶃ | ᶄ | ᶅ | ᶆ | ᶇ | ᶈ | ᶉ | ᶊ | ᶋ | ᶌ | ᶍ | ᶎ | ᶏ |
| U+1D9x                                                                                               | ᶐ | ᶑ | ᶒ | ᶓ | ᶔ | ᶕ | ᶖ | ᶗ | ᶘ | ᶙ | ᶚ | ᶛ | ᶜ | ᶝ | ᶞ | ᶟ |
| U+1DAx                                                                                               | ᶠ | ᶡ | ᶢ | ᶣ | ᶤ | ᶥ | ᶦ | ᶧ | ᶨ | ᶩ | ᶪ | ᶫ | ᶬ | ᶭ | ᶮ | ᶯ |
| U+1DBx                                                                                               | ᶰ | ᶱ | ᶲ | ᶳ | ᶴ | ᶵ | ᶶ | ᶷ | ᶸ | ᶹ | ᶺ | ᶻ | ᶼ | ᶽ | ᶾ | ᶿ |